# Xorides austriacus
Xorides austriacus là một loài tò vò trong họ Ichneumonidae.